# Гаргесгайм
Гаргесгайм (нім. Hargesheim) — громада в Німеччині, розташована в землі Рейнланд-Пфальц. Входить до складу району Бад-Кройцнах. Складова частина об'єднання громад Рюдесгайм.
Площа — 2,58 км2. Населення становить 2926 ос. (станом на 31 грудня 2020).